# Gare de Saint-Nazaire
La gare de Saint-Nazaire est une gare ferroviaire française des lignes de Tours à Saint-Nazaire et de Saint-Nazaire au Croisic. Elle est située près de la place Pierre-Semard, sur le territoire de la commune de Saint-Nazaire, dans le département de la Loire-Atlantique, en région Pays de la Loire.
Elle est mise en service en 1955, en remplacement de l’ancienne gare qui était ouverte depuis 1857 par la compagnie du chemin de fer de Paris à Orléans (PO).
C'est une gare voyageurs de la Société nationale des chemins de fer français (SNCF), desservie par le TGV Atlantique, c'est également une gare du réseau TER Pays de la Loire desservie par des trains express régionaux.

## Situation ferroviaire
Établie à 4 mètres d'altitude, la gare de bifurcation de Saint-Nazaire est située au point kilométrique (PK) 494,005 de la ligne de Tours à Saint-Nazaire, après la gare de Penhoët.
Elle est également l'origine, au PK 493,658, de la ligne de Saint-Nazaire au Croisic, avant celle ouverte de Pornichet. Elle est séparée de cette dernière par la gare aujourd'hui fermée de Saint-André-des-Eaux.

## Histoire

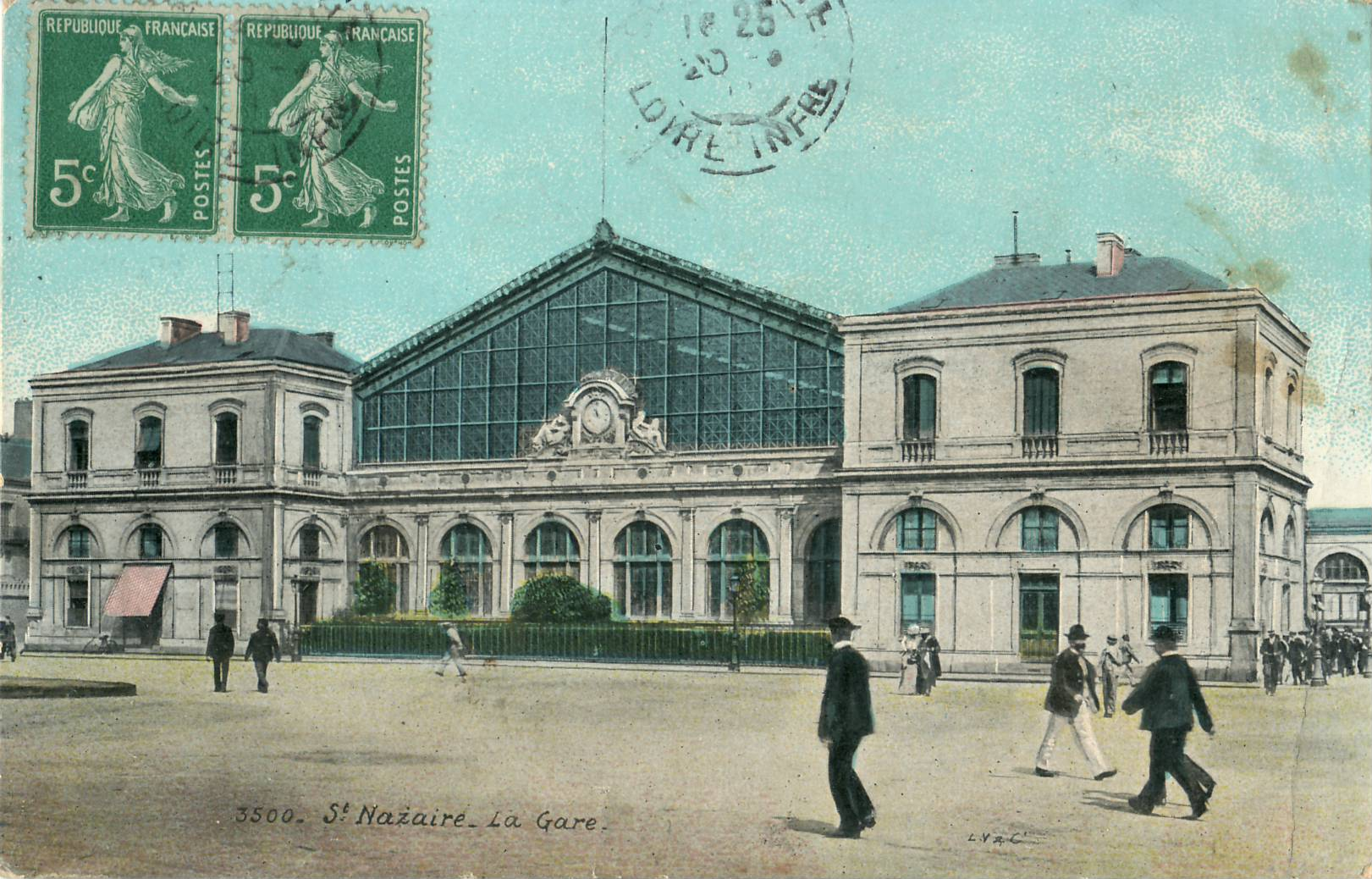
L'ancienne gare vers 1910.

La première gare de Saint-Nazaire est ouverte par la compagnie du chemin de fer de Paris à Orléans (PO) en 1857. Sa configuration de gare-terminus nécessite des manœuvres de rebroussement pour les convois.
Lors de la reconstruction de la ville au début des années 1950, cette première gare est abandonnée au profit d'un nouveau site en périphérie, qui permet de supprimer le rebroussement des convois.
Les plans de la nouvelle gare, inaugurée en 1955, sont dressés par l'architecte en chef de la reconstruction de la ville, Noël Le Maresquier.
En 2014, c'est une gare voyageur d'intérêt national (catégorie A : la fréquentation des services nationaux et internationaux de voyageurs est supérieure ou égale à 25 000 voyageurs par an de 2010 à 2011), qui dispose de cinq voies à quais (deux quais centraux pour les voyageurs : le quai A-B d'une longueur utile de 283 m et le quai C-D d'une longueur utile de 481 m, et un quai de service d'une longueur utile de 99 m ), dix abris et une passerelle avec deux escaliers mécaniques pour les quais voyageurs.
En septembre 2019, après près de 2 ans de travaux la gare a été entièrement rénovée avec le remplacement des escalators par des rampes de 60m de long et d'ascenseurs pour chaque quai, le prolongement de la passerelle de 30m vers le Nord pour accéder au parking rénové Gare Nord. Le hall voyageurs à également été agrandi et dotés de guichets d'informations. Les quais ont été rénovés et rehaussés. La façade en mosaïque bleu a été remplacée par des parois en bétons dotés de blocs lumineux. La passerelle reliant la Gare au pôle multimodal a également été changée. Un ascenseur extérieur reliant la gare au Boulevard Willy Brand a également été installé.

## Services des voyageurs

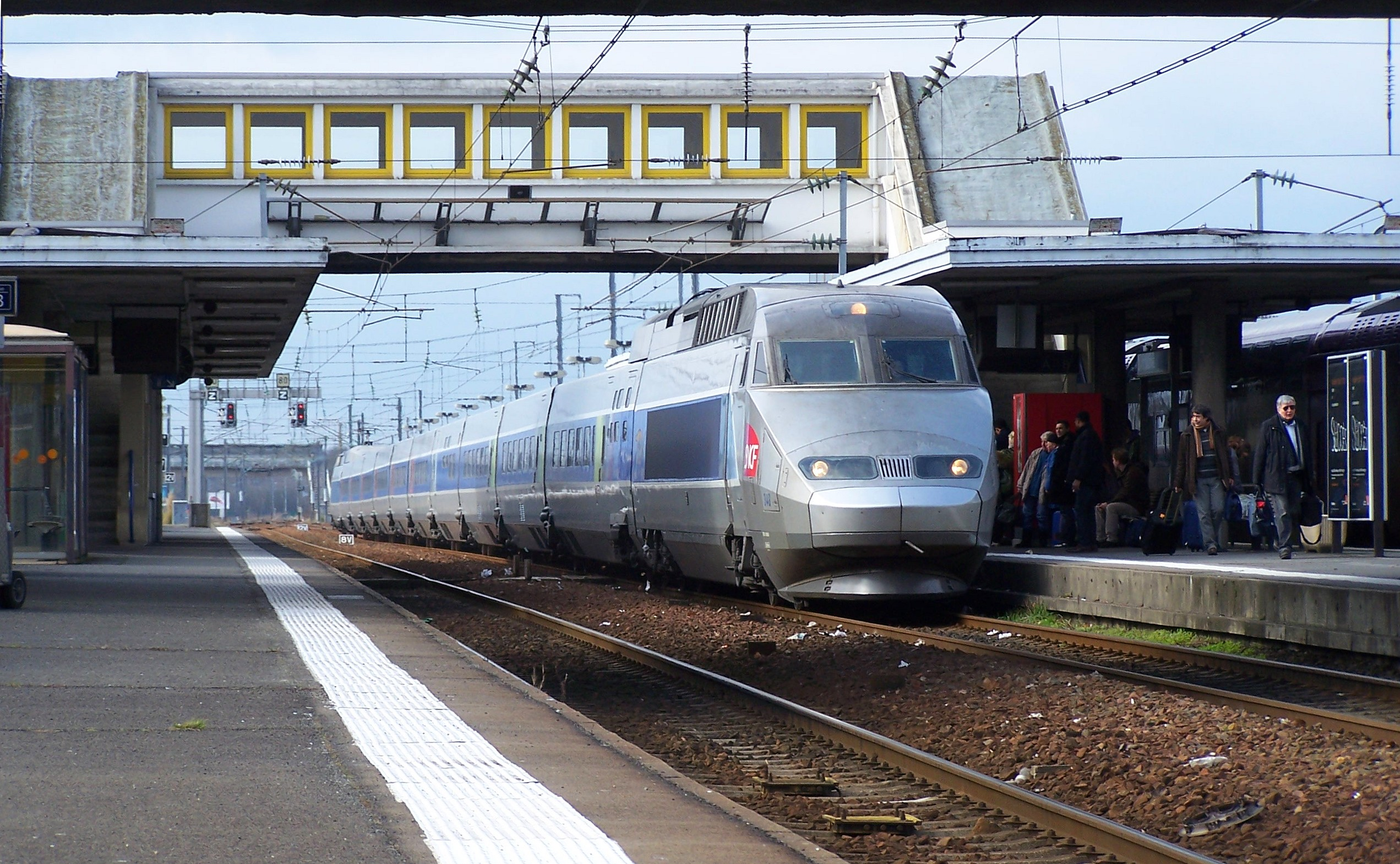
Un TGV entre en gare en 2004.

### Accueil
Gare SNCF, elle dispose d'un bâtiment voyageurs, avec guichet d'informations et de ventes, ouvert tous les jours. Elle est équipée d'automates pour l'achat de titres de transport TER et Grandes lignes. C'est une gare « Accès Plus » avec des aménagements, équipements et services pour les personnes à mobilité réduite.
Une passerelle, équipée de rampes et d'ascenseurs permet la traversée des voies et l'accès aux quais.

### Desserte
Saint-Nazaire est une gare voyageurs de la SNCF desservie par des rames du TGV Atlantique, qui offre des relations Paris-Montparnasse - Le Croisic.
C'est également une gare voyageurs du réseau TER Pays de la Loire, desservie par des trains régionaux des relations : Nantes - Saint-Nazaire - Le Croisic (ligne 01)  et de l'Interloire Orléans - Nantes - Le Croisic (ligne 05) du vendredi soir au dimanche soir uniquement. Le vendredi soir, une relation : Rennes / Le Mans - Nantes - Le Croisic est également proposée.

### Intermodalité
Un parc à vélos et des parkings pour les véhicules y sont aménagés à proximité.
L'arrêt gare de Saint-Nazaire, sur la place Pierre-Semard, est desservi par des bus urbains du réseau Ycéo, par une ligne de Lila Presqu'ile et par des cars interurbains Aléop. Il est composé de deux grands auvents jaunes, découpés en huit « quais » (quatre chacun), dont les deux centraux sont réservés à la ligne Hélyce, construite en même temps que le pôle multimodal,.

La gare et ses abords en 2010
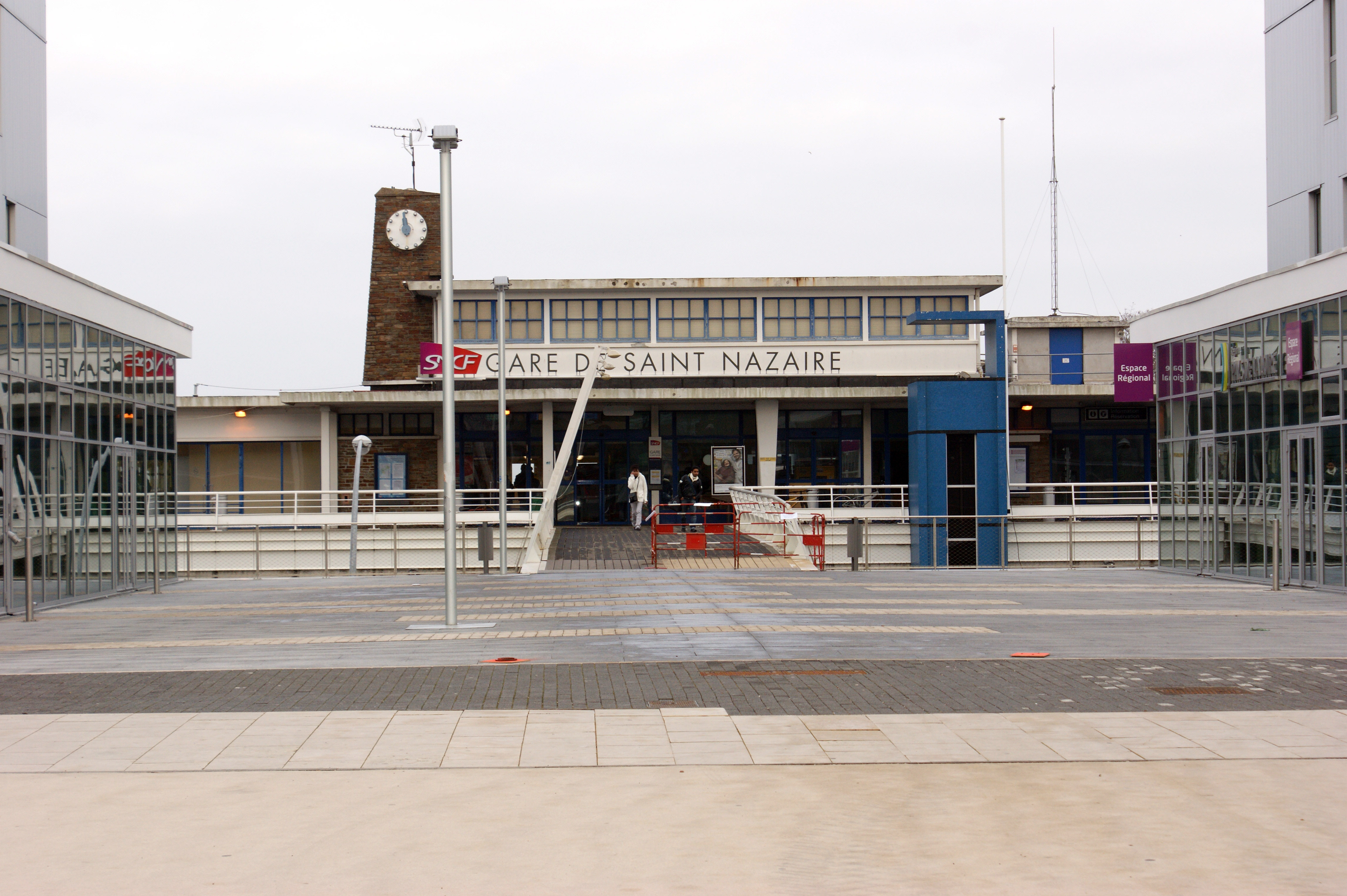
Entrée des piétons.
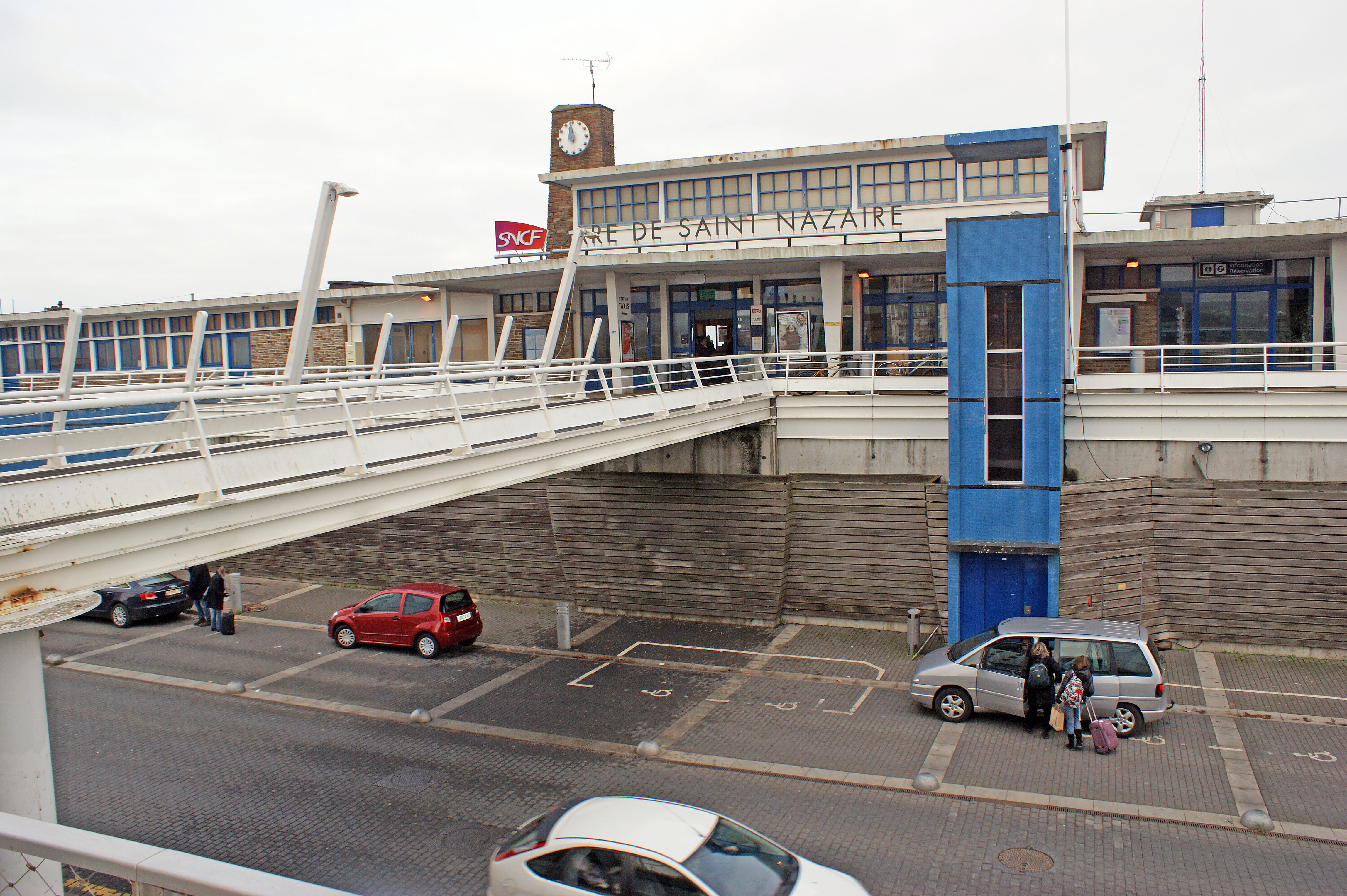
Accès des voitures.
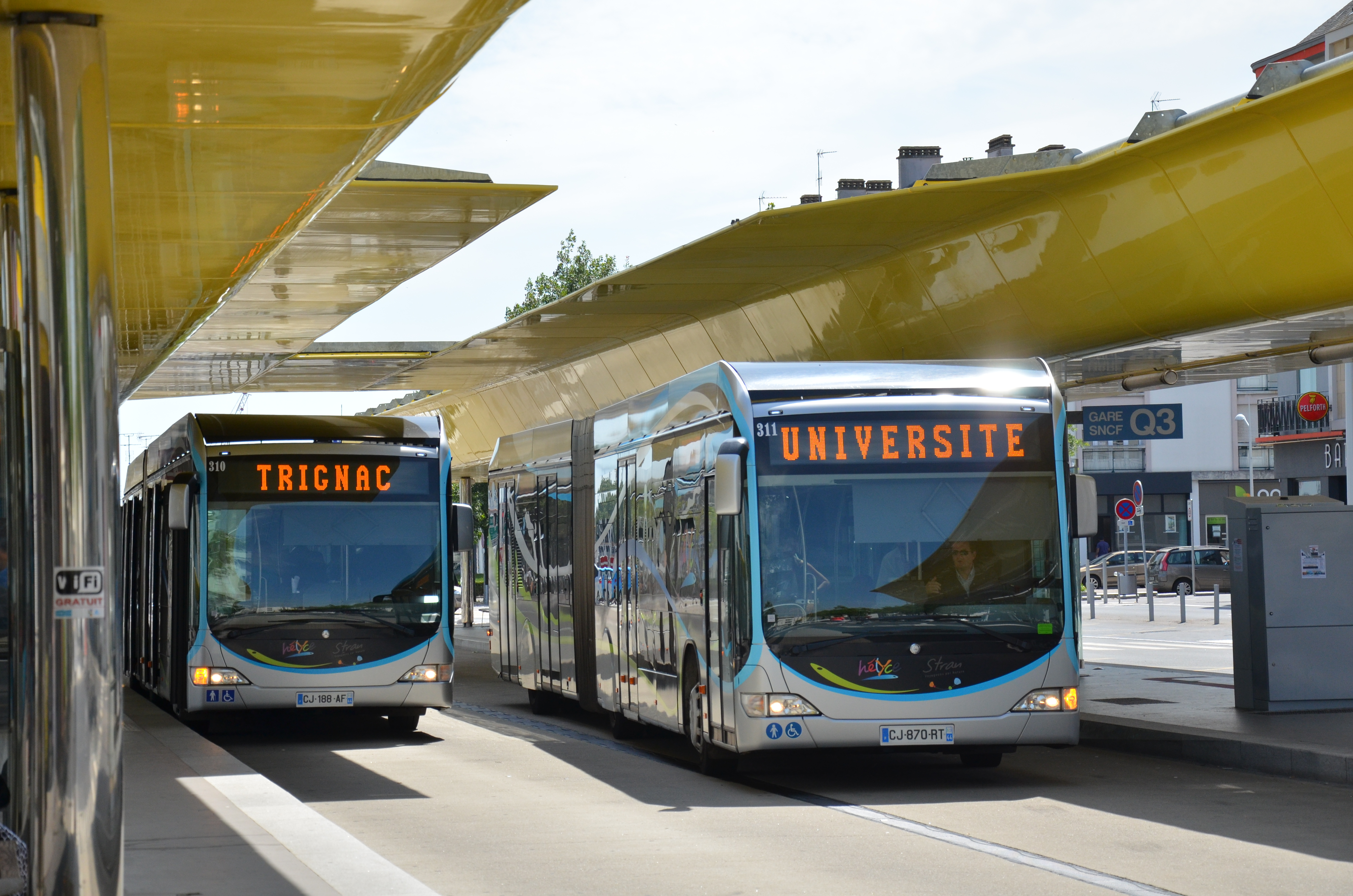
Arrêt des autobus, place Pierre-Semard.

La gare et ses abords en 2019
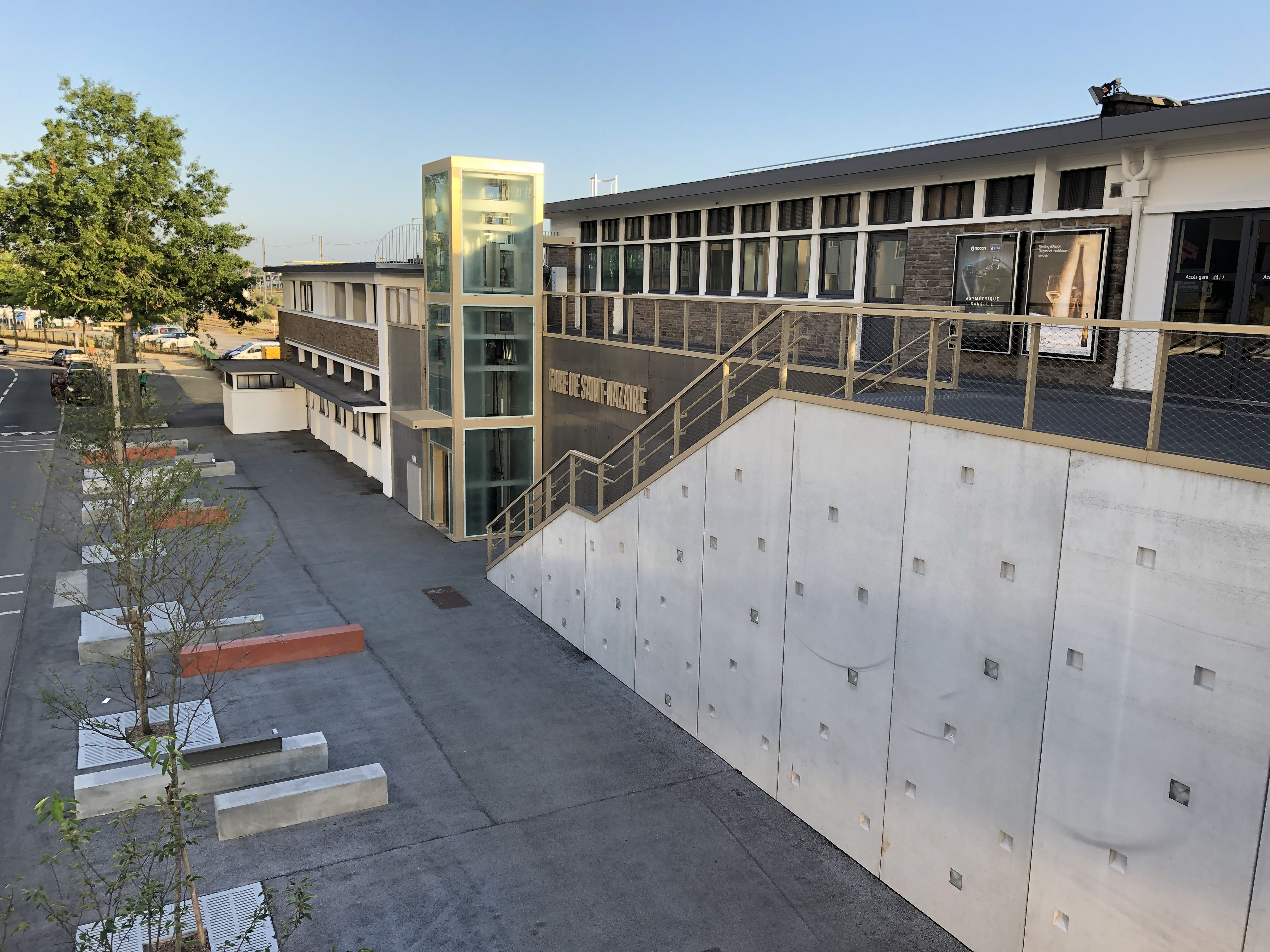
Accès à la gare côté Sud.
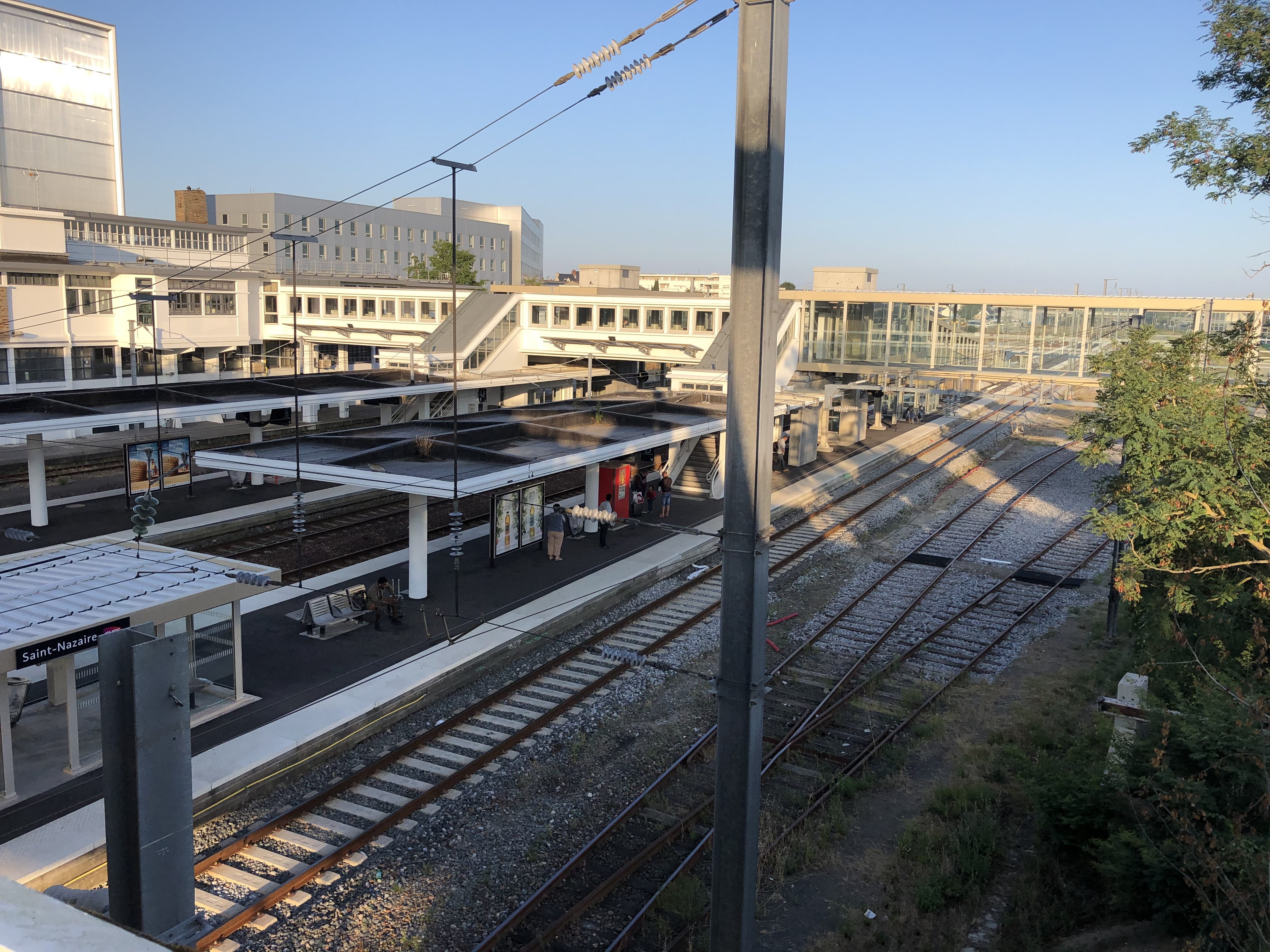
Vue sur les voies, la passerelle et la gare en arrière plan.
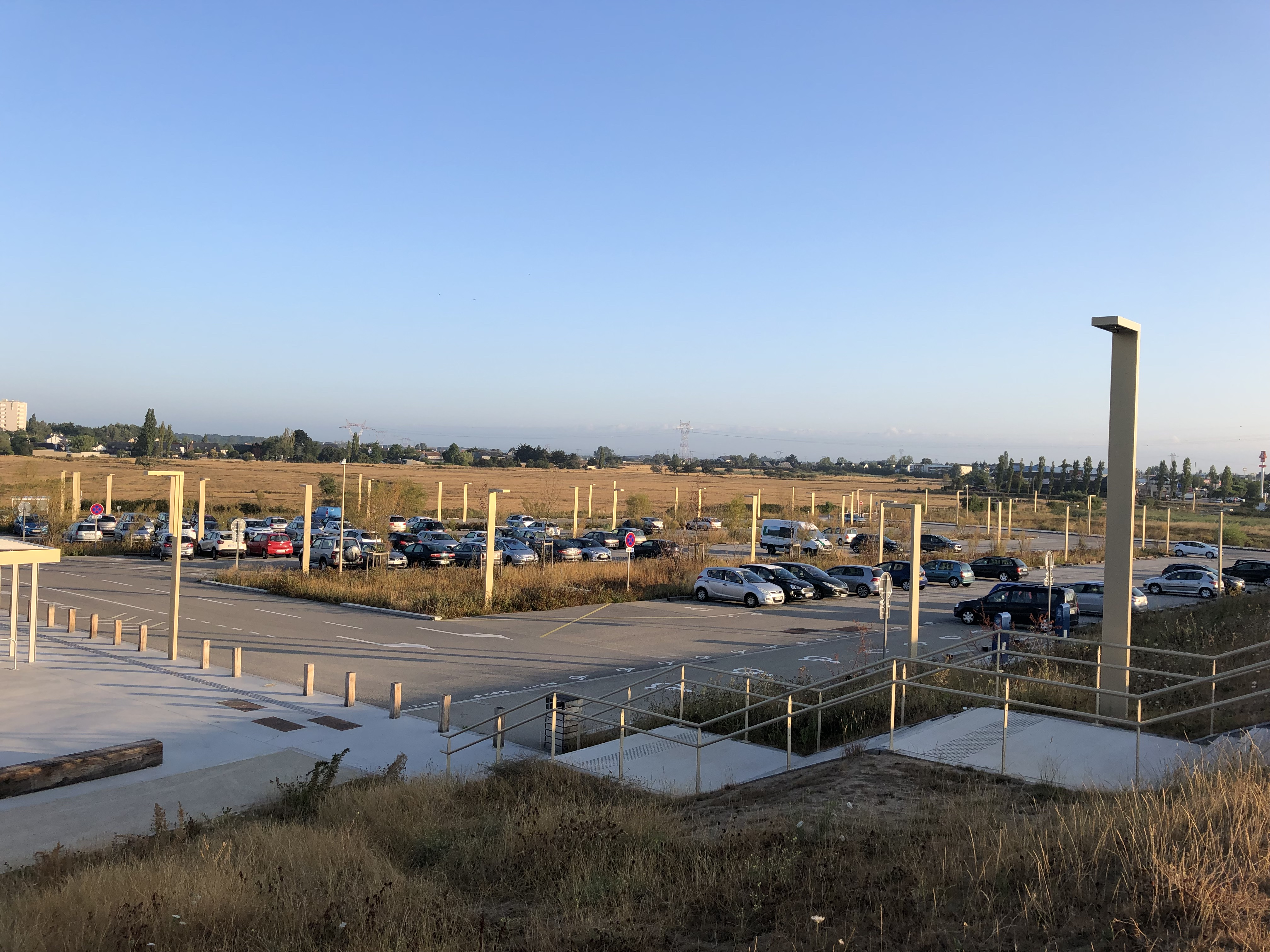
Parking Nord de la Gare (côté Trignac).
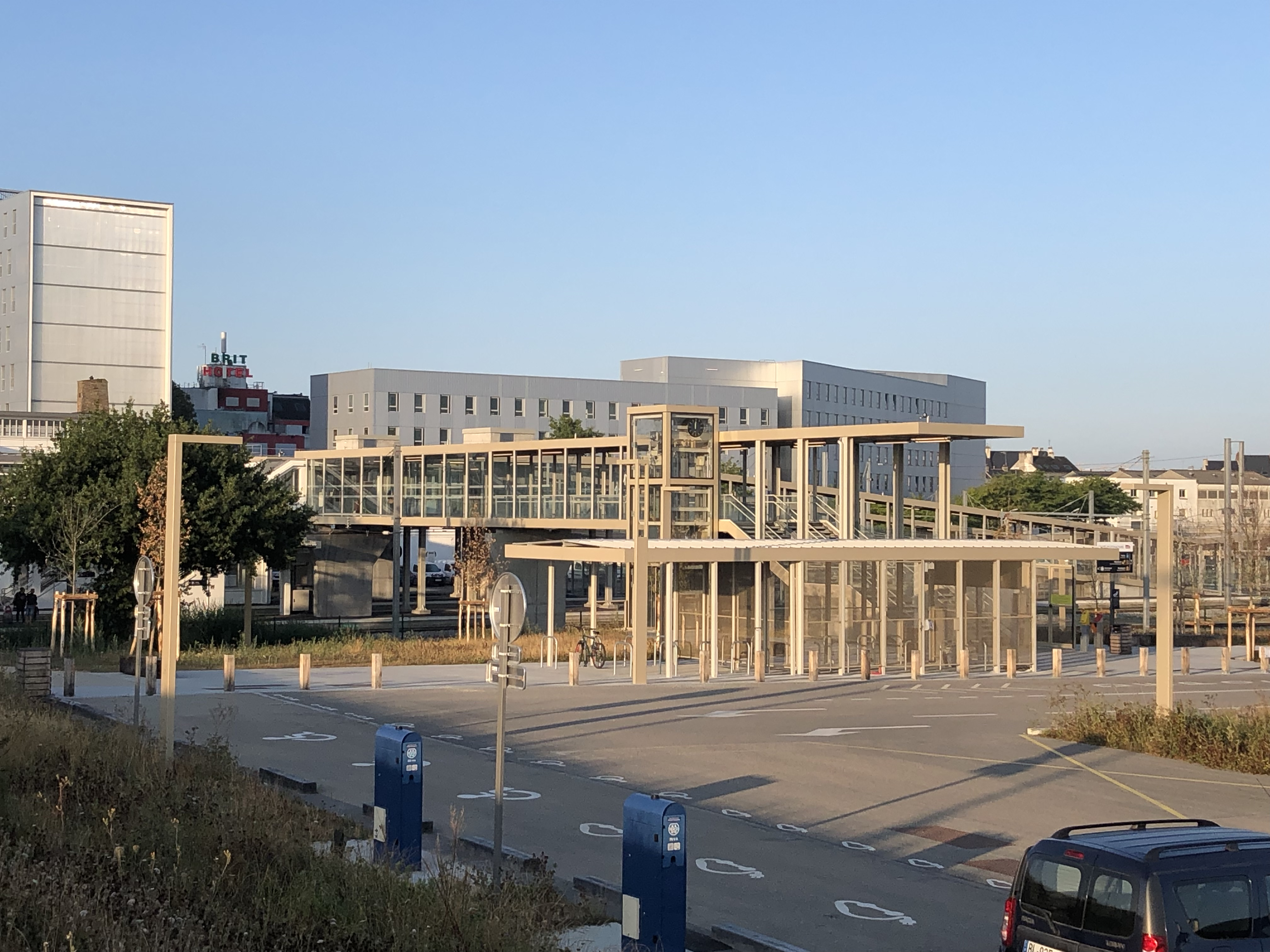
L'entrée Nord de la Gare.

## Service des marchandises
La gare Saint-Nazaire est ouverte au service du fret.

La gare marchandises en 2010
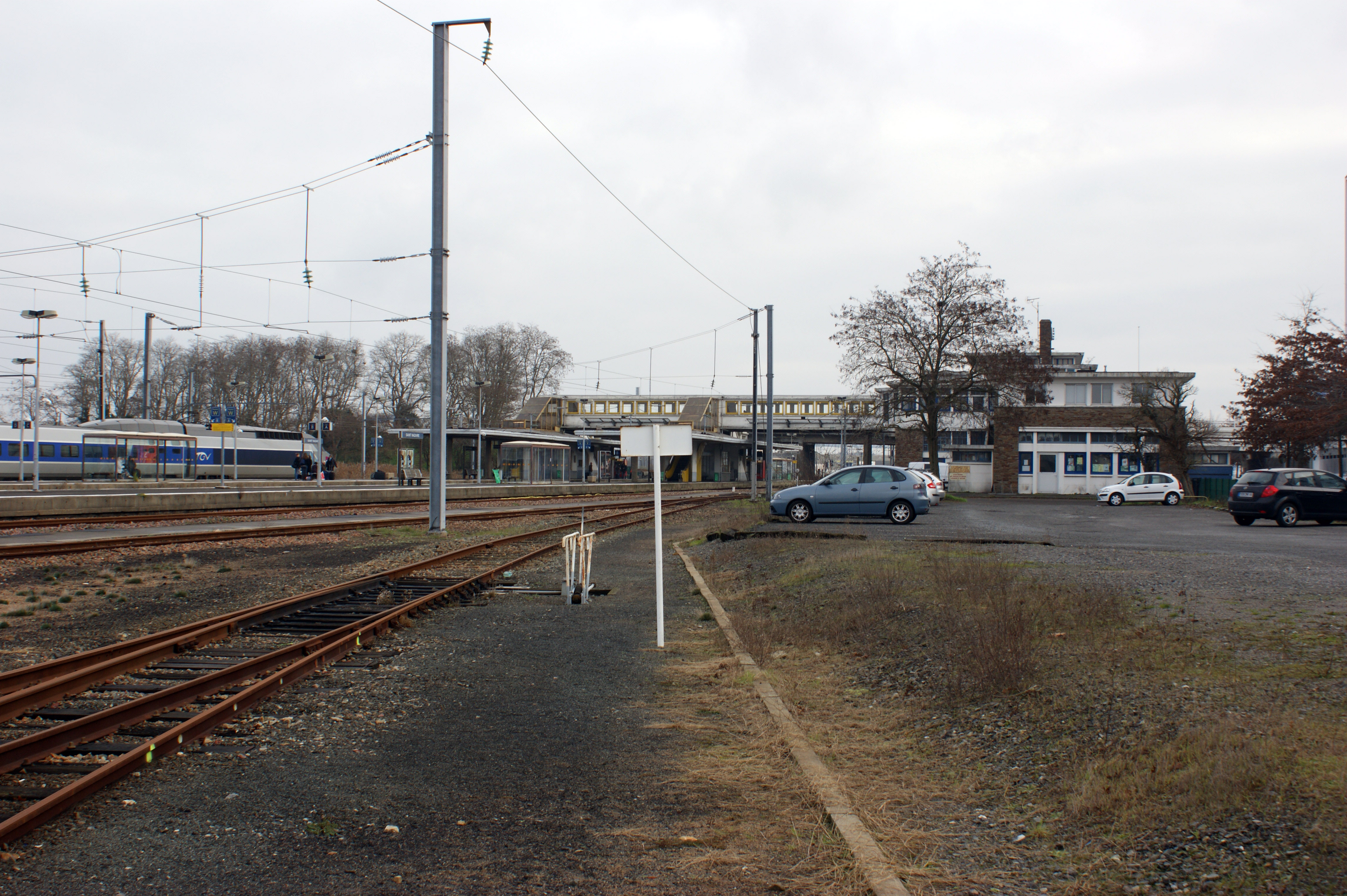
En direction de Nantes.
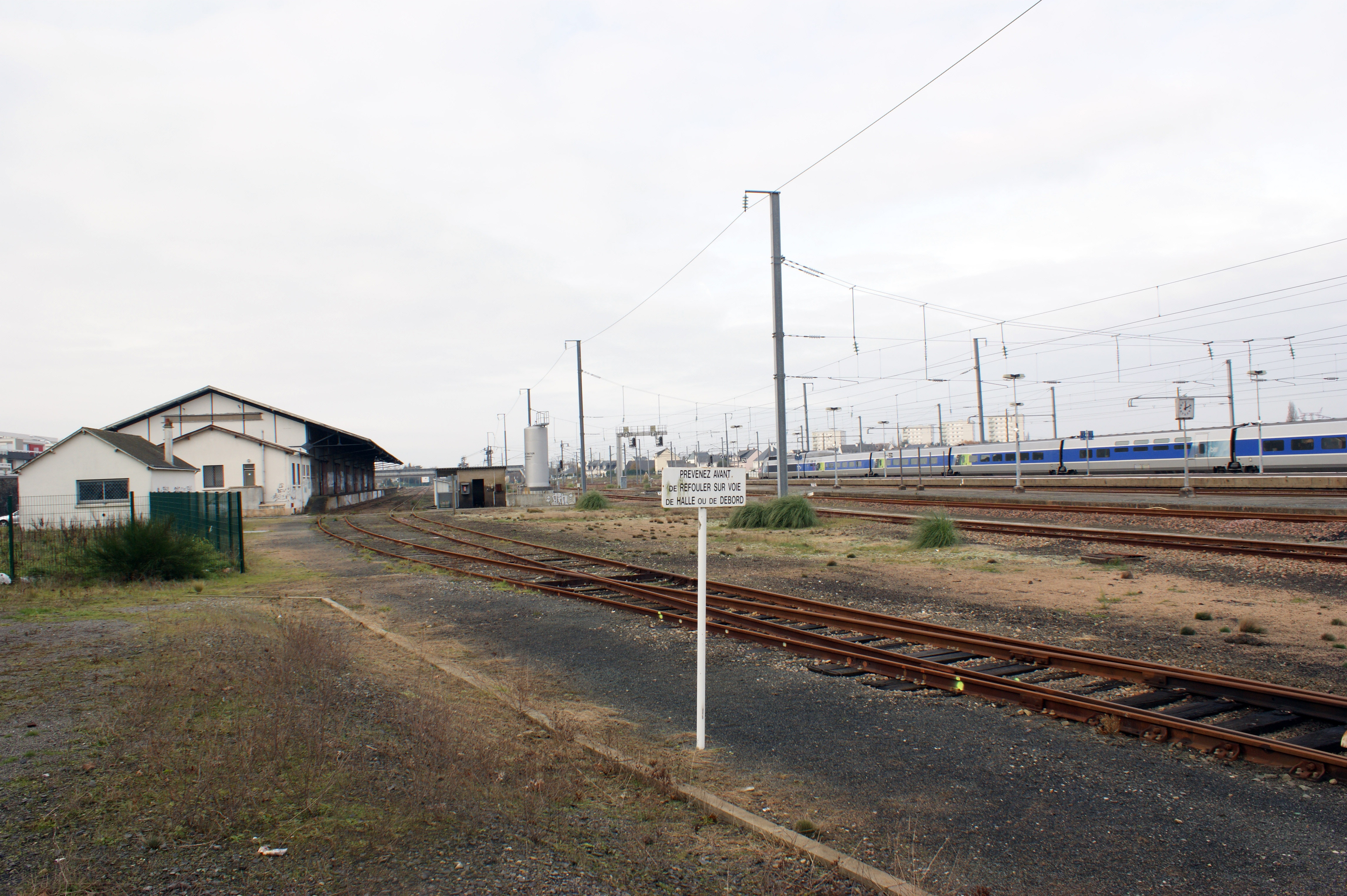
En direction du Croisic.
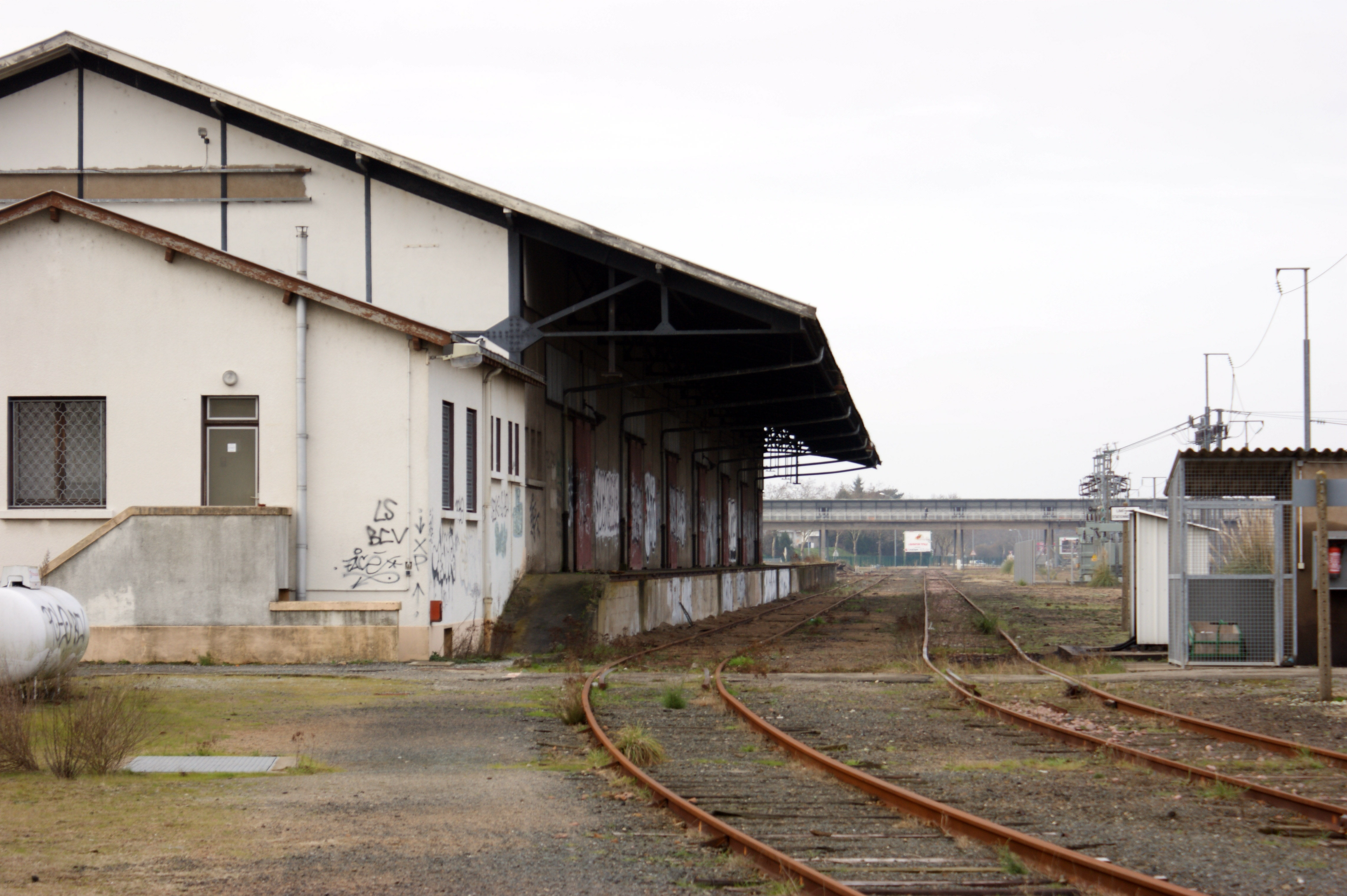
Halle à marchandises.